# Porta Cristina

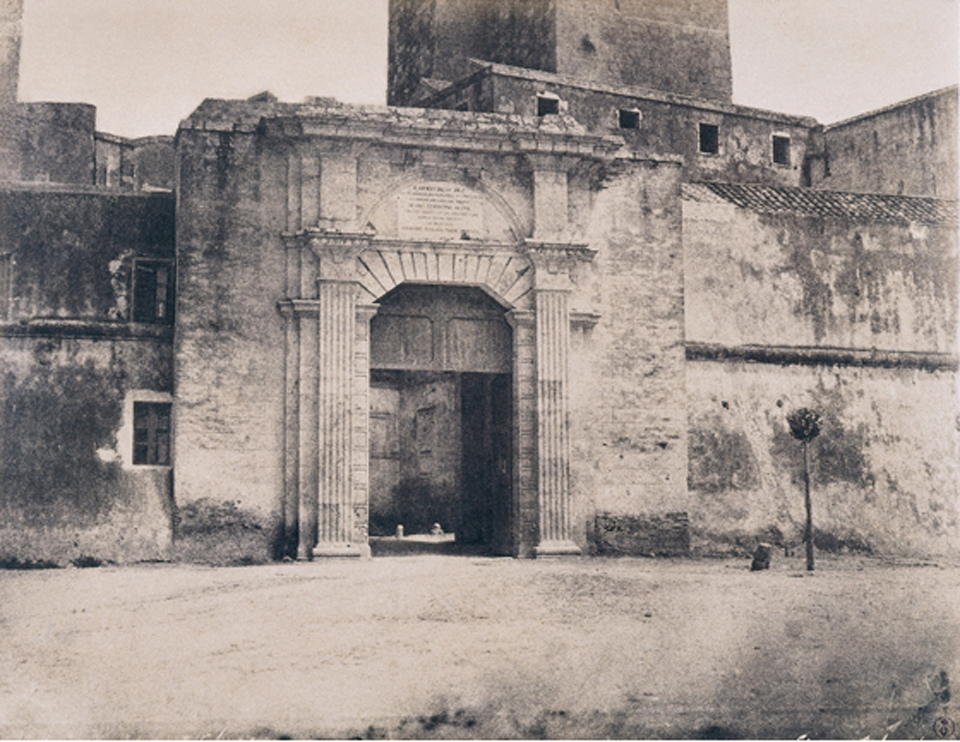
Porta Cristina nel 1854

Porta Cristina, a Cagliari, è una porta cittadina di accesso al quartiere Castello che collega il viale Buoncammino, ove è presente lo storico carcere, alla piazza Arsenale.

## Storia
L'attuale porta sostituì la Porta del Soccorso, risalente al XVII secolo, e venne edificata nel 1825 in stile neoclassico, secondo un progetto del conte Carlo Pilo Boyl approvato da re Carlo Felice di Savoia. La porta venne chiamata Cristina in onore della regina Maria Cristina, sposa di Carlo Felice.

## Descrizione
Porta Cristina, le cui linee si ispirano alla facciata interna della Porta Pia di Roma, presenta l'arco di accesso aperto tra due lesene che reggono una trabeazione delimitata da due cornici aggettanti, entro le quali è posta una lunetta semicircolare in cui si trova l'iscrizione dedicatoria.
Iscrizione sull'arco
(Testo dell'iscrizione sopra l'arco)